# Aleksandr Kokorin
Aleksandr Aleksandrovich Kokorin (en rus: Александр Александрович Кокорин, nascut el 19 de març de 1991) és un futbolista professional rus que juga actualment al Zenit de Sant Petersburg.